# Virada linguística
A virada linguística (em inglês:  linguistic turn), chamada também em português de giro linguístico, foi um importante desenvolvimento da filosofia ocidental ocorrido durante o século XX, cuja principal característica é o foco da filosofia e de outras humanidades primordialmente na relação entre filosofia e linguagem.
A ideia central da virada linguística é que a linguagem desempenha um papel fundamental na formação de nossos conceitos e compreensão da realidade. Segundo essa perspectiva, não apenas descrevemos o mundo através da linguagem, mas a nossa realidade é moldada por ela. Isso implica que o conhecimento e a verdade são construídos e compreendidos primariamente através de contextos linguísticos e discursivos, e não diretamente através de uma observação objetiva e independente do mundo.   

## História
O fato de que a linguagem não é um meio transparente de pensamento havia sido ressaltado por uma forma muito diferente de filosofia da linguagem surgida nos trabalhos de Johann Georg Hamann e Wilhelm von Humboldt.
Ainda em 1813, em sua apresentação intitulada “Sobre os diferentes métodos de tradução”, Schleiermacher reconheceu a dualidade da relação entre falantes e linguagem:
"Em certo sentido toda pessoa está limitada pela linguagem; as coisas do lado de fora da esfera da linguagem não podem ser concebidas claramente. A formação das ideias e a extensão de suas ligações são todas controladas pela linguagem que o falante aprendeu desde a infância, que também controla a inteligência e imaginação do falante.

Apesar disso, entretanto, todos os pensadores independentes e de mente aberta são capazes de criar linguagem; de outra maneira a ciência e a arte nunca estariam aptas para desenvolverem-se de seu estado original para o seu atual estado de perfeição."
Ludwig Wittgenstein pode ser considerado um dos idealizadores da virada linguística. Isso pode ser compreendido a partir das ideias presentes em seus primeiros trabalhos de que os problemas filosóficos surgem de uma falta de compreensão da lógica da linguagem (Tractatus Logico-Philosophicus), e suas observações sobre os jogos de linguagem em seu trabalho posterior (Investigações Filosóficas). É dele a famosa frase "Os limites de minha linguagem significam os limites de meu mundo".
Movimentos intelectuais muito diferentes entre si estiveram associados com o termo "virada linguística". Ele se tornou popular com a antologia The Linguistic Turn. Essays in Philosophical Method que Richard Rorty editou em 1967. De acordo com Rorty, que mais tarde dissociou-se da virada linguística e da filosofia analítica em geral, a frase "the linguistic turn" ("a virada linguística") foi criada pelo filósofo austríaco Gustav Bergmann.
Na década de 1970 as humanidades reconheceram a importância da linguagem como um agente estruturador. Foram decisivas para a virada linguística nas humanidades os trabalhos de outra tradição, especificamente o estruturalismo de Ferdinand de Saussure e o consequente movimento do pós-estruturalismo. Entre os teóricos influentes estão incluídos Judith Butler, Luce Irigaray, Julia Kristeva, Michel Foucault e Jacques Derrida.
O ponto de vista de que a linguagem 'constitui' a realidade é contrário à intuição e grande parte da tradição ocidental de filosofia. A visão tradicional (que Derrida chama de núcleo 'metafísico' do pensamento ocidental) via as palavras a funcionar como rótulos vinculados a conceitos. De acordo com essa visão tradicional, existe algo como 'a cadeira real', que existe em alguma realidade externa e corresponde aproximadamente com um conceito no pensamento humano chamado "cadeira" ao qual a palavra linguística "cadeira" se refere (essa é a tradicional teoria da verdade como correspondência). Entretanto, o fundador do estruturalismo, Ferdinand de Saussure, sustentava que as definições de conceitos não podem existir independentemente das diferenças entre palavras, ou, dito de outra maneira, que o conceito de algo não pode existir sem ser nominado. Portanto as diferenças entre os significados de uma palavra estruturam a nossa percepção; existe uma cadeira real apenas enquanto nós estivermos manipulando sistemas simbólicos. Nós não estaríamos sequer aptos a reconhecer uma cadeira como uma cadeira sem simultaneamente reconhecer que uma cadeira não é todo o resto – em outras palavras uma cadeira é definida como uma específica coleção de características que são definidas elas mesmas em certas maneiras, e assim por diante, e tudo isso no sistema simbólico da linguagem. Portanto, tudo que nós pensamos como 'realidade' é na verdade uma convenção de nomes e características, uma convenção que ela mesma é chamada de 'linguagem'. De fato, tudo fora da linguagem é por definição inconcebível (sem nome e significado) e portanto não pode invadir ou entrar na realidade humana, pelo menos não sem ser imediatamente apreendido e articulado pela linguagem.

## Críticas
A virada linguística não foi isenta de debates e críticas. Alguns críticos argumentaram que a ênfase na linguagem levou a um negligenciamento de outras áreas importantes da filosofia, como a metafísica e a epistemologia. Outros criticaram a suposta "tirania da linguagem", a ideia de que a linguagem determina o nosso pensamento e a nossa compreensão da realidade. 
As principais correntes teóricas que apresentam maior oposição à ideia de "virada linguística" na filosofia contemporânea são o realismo filosófico e a crença em uma realidade ontológica independente de nossos esquemas conceituais, práticas linguísticas e crenças , a filosofia analítica tradicional, representada por autores como Frege, Russell e o Círculo de Viena, que mantiveram o "primado da proposição enunciativa e de sua função de representação", apegando-se à "semântica da verdade" e à "teoria do conhecimento", a hermenêutica filosófica, que questiona a "ilusão do sentido" e a "tarefa interpretativa" pressuposta pela "virada linguística", como apontado na relação complexa entre desconstrução e hermenêutica . 
Os novos materialismos surgem de uma reelaboração crítica das concepções de materialidade em resposta à uma percepção de exaustão do repertório de análise derivado da chamada virada linguística. Essa renovação materialista da crítica assimila muitas das contribuições dos momentos de enfase discursiva e linguística, como os desafios colocados às versões anteriores do materialismo, enquanto que busca superar os impedimentos ao engajamento com a realidade material.
A "virada linguística" não pode ser considerada um movimento único e homogêneo na filosofia, pois abrange diferentes abordagens e autores com perspectivas diversas, como a filosofia analítica de Frege e a hermenêutica filosófica de Gadamer. A ênfase excessiva na linguagem pode levar a uma negação da historicidade e da realidade concreta, reduzindo os problemas filosóficos a meras questões de linguagem. 
Autores como Wittgenstein e Heidegger, ao levarem a "virada linguística" às suas consequências finais, acabaram por colocar em xeque noções fundamentais da filosofia moderna, como a de sujeito, verdade e racionalidade. Há o risco de a "filosofia da linguagem" se tornar uma nova "filosofia primeira", privilegiando indevidamente uma concepção metodológica e temática específica em detrimento de outras abordagens filosóficas. O "contextualismo linguístico" da Escola de Cambridge, apesar de suas contribuições, também apresenta limites, sendo necessário avançar para um "contextualismo radical" que considere o autor como um "ser-aí" inserido em um mundo subjetivo e intersubjetivo.   

## Relação com a escola de Filosofia analítica
Tradicionalmente, a virada linguística também significa o nascimento da filosofia analítica.  Um dos resultados da virada linguística foi um foco crescente na lógica e na filosofia da linguagem e na clivagem entre a filosofia da linguagem ideal e a filosofia da linguagem comum.  A virada linguística, um movimento filosófico do século XX, marcou um ponto de inflexão na forma como a linguagem era vista e compreendida. Ao colocar a linguagem no centro das investigações filosóficas, a virada linguística influenciou profundamente o desenvolvimento da filosofia analítica, levando a novas perspectivas e debates sobre uma ampla gama de tópicos. 
As raízes da virada linguística podem ser traçadas para diversas fontes, incluindo o trabalho de Gottlob Frege (Sua análise da lógica e da linguagem formal influenciou a filosofia da linguagem e a semântica), de Ferdinand de Saussure (Sua linguística estrutural forneceu uma nova perspectiva sobre a organização e o funcionamento da linguagem) e Ludwig Wittgenstein (Sua obra "Investigações Filosóficas" é considerada um dos trabalhos mais importantes da virada linguística, explorando a relação entre linguagem, significado e realidade). 
A virada linguística teve um impacto significativo na filosofia analítica, levando a maior Ênfase na análise da linguagem, na qual os filósofos analíticos passaram a dedicar grande atenção à análise da linguagem natural, buscando esclarecer o significado de palavras, frases e enunciados a o surgimento de Novos problemas filosóficos, tendo a virada linguística deu origem a novos problemas filosóficos, como a natureza do significado, a relação entre linguagem e pensamento, e a função da linguagem na sociedade e o Desenvolvimento de novas ferramentas, tendo sido novos métodos e ferramentas desenvolvidos para analisar a linguagem, como a lógica formal, a semântica e a pragmática. 

### Frege
De acordo com Michael Dummett , a virada linguística pode ser datada do trabalho de Gottlob Frege de 1884, "Os fundamentos da Aritmética", especificamente no parágrafo 62, onde Frege explora a identidade de uma proposição numérica.  Para responder a uma questão kantiana sobre os números, "Como os números nos são dados, desde que não tenhamos ideia ou intuição sobre eles?" Frege invoca seu "princípio de contexto", afirmado no início do livro, de que somente no contexto de uma proposição as palavras têm significado, e assim encontra a solução em definir "o sentido de uma proposição na qual uma palavra numérica ocorre." Assim, um problema ontológico e epistemológico, tradicionalmente resolvido segundo linhas idealistas, é, em vez disso, resolvido segundo linhas linguísticas.    

### Russell e Wittgenstein
Esta preocupação com a lógica das proposições e sua relação com os "fatos" foi mais tarde retomada pelo notável filósofo analítico Bertrand Russell em "Sobre a Denotação" e desempenhou um papel importante em seus primeiros trabalhos sobre atomismo lógico.  Ludwig Wittgenstein, associado de Russell, foi um dos progenitores da virada linguística. Isto decorre das suas ideias no seu Tractatus Logico-Philosophicus de que os problemas filosóficos surgem de uma má compreensão da lógica da linguagem, e das suas observações sobre os jogos de linguagem nos seus trabalhos posteriores. 

### Quine e Kripke
Willard Van O. Quine descreve a continuidade histórica da virada linguística com a filosofia anterior em " Dois Dogmas do Empirismo": " Significado é o que a essência se torna quando é divorciada do objeto de referência e casada com a palavra." Mais tarde, no século XX, filósofos como Saul Kripke, em Naming and Necessity, tiraram conclusões metafísicas da análise minuciosa da linguagem.  